# Abd al-Karim Abdullah al-Araschi
Abd al-Karim Abdullah al-Araschi (arabisch عبد الكريم عبد الله العراشي, DMG ʿAbd al-Karīm ʿAbdullāh al-ʿArāšī, gemäß englischer Transkription häufig al-Arashi; * 1934 in Sana'a; † 10. Juni 2006 in Saudi-Arabien) war ein jemenitischer Politiker und kurzzeitig Präsident der Arabischen Republik Jemen.
Nach der Revolution von 1962 gewann al-Araschi an Einfluss und war an mehreren militärischen Aktionen zur Verteidigung der Revolution beteiligt.
Als Sprecher der Konstituierenden Volksversammlung folgte al-Araschi am 24. Juni 1978 dem ermordeten Präsidenten Ahmed Hussein al-Ghaschmi nach, wurde aber bereits am 18. Juli 1978 durch Ali Abdullah Salih abgelöst.
Anschließend nahm er wieder seine Tätigkeit als Präsident der Volksversammlung auf und wurde zusätzlich Vizepräsident. Darüber hinaus war er zweimal Finanzminister. Des Weiteren war al-Araschi Minister für Lokalverwaltung und reformierte als solcher das Gemeindeverwaltungsrecht. Im Jahr 1988 wurde er dann zum Präsidenten der neugewählten Volksversammlung („Madschlis asch-Schura“) gewählt.
Nach der Wiedervereinigung der beiden bisher unabhängigen jemenitischen Staaten im Jahr 1990 wurde al-Araschi zunächst Mitglied des Präsidialrates. 1997 berief ihn Präsident Salih zu seinem Berater.